# Panoz Esperante
Esperante é um carro esportivo feito pela empresa americana Panoz, e é base para outros modelos de "Esperante" da marca:
- Esperante GT
- Esperante GTS
- Esperante GTLM
- Esperante JRD

O Panoz Esperante tem um motor de aluminio V8 de 305cv que é vindo da Ford. Além disso, a Panoz é mais do que disposta a trabalhar com o comprador para fazer modificações especiais para qualquer um dos modelos de estoque. Cada modelo tem estatísticas ligeiramente diferentes.
O GTLM, por exemplo, usa um compressor para aumentar a potência de 305 hp (227 kW) a 420 hp (310 kW), aumentando a performance de 0–100 km/h de 5 segundos para 4 segundos. 
A GTS, por outro lado é construído como um carro da classe de motorista especificações, às normas SCCA, com arnês, gaiola de segurança, barras laterais, etc. Além disso, é de aproximadamente 270 kg mais leve que a base Esperante comum, tem um motor V8 de aço de 5,8 litros de corrida que produz 385 cv (287 kW), e é feita de painéis facilmente substituíveis para facilitar a reparação para qualquer pequeno impacto. Ele pode fazer 0–100 km/h em 4,2 segundos, chega até uma velocidade máxima de 293 km/h (182 mph), e atingir 0,98 g de aderência lateral.